# کریستی والتون
کریستی والتون (به انگلیسی: Christy Walton) (زادهٔ ۸ فوریهٔ ۱۹۴۹) بازرگان و نیکوکار آمریکایی است، که با ثروت ۳۶٫۷ میلیارد دلار، در جایگاه نخست ثروتمندترین زنان جهان و جایگاه دهم از ثروتمندترین افراد جهان قرار دارد. وی بیوه جان تی. والتون است.
جان والتون یکی از پسران سام والتون مؤسس فروشگاه زنجیره‌ای وال‌مارت بود، که در سال ۲۰۰۵ بر اثر سقوط هواپیمای شخصی، در گذشت. کریستی والتون، این ثروت هنگفت را، پس از مرگ همسرش به ارث برده است.
کریستی والتون به کارهای خیرخواهانه می‌پردازد و یک خانه ۷ جریبی با نام سندیگو را به مؤسسات خیریه بخشیده است. وی هم‌اکنون در جکسون، وایومینگ به همراه پسرش لوکاس زندگی می‌کند.